# Lukman Haruna
Lukman Abdulkarim Haruna (Jos, 4 december 1990) is een Nigeriaans voormalig professioneel voetballer die doorgaans speelde als middenvelder. Tussen 2009 en 2020 was hij actief voor AS Monaco, Dynamo Kiev, Hoverla Oezjhorod, Anzji Machatsjkala, Astana, Palanga, US Tataouine en Ararat Jerevan. Haruna maakte in 2008 zijn debuut in het Nigeriaans voetbalelftal en kwam uiteindelijk tot acht interlandoptredens.

## Clubcarrière
Haruna begon zijn carrière in de jeugdopleidingen van twee grote voetbalinstellingen in Nigeria. In januari 2008 tekende hij bij het Franse AS Monaco. Op 25 mei 2009 tekende Haruna zijn eerste profcontract bij de Franse club, wat hem tot en met de zomer van 2012 in het kleine staatje moest houden. Na de degradatie van Monaco aan het eind van het seizoen 2010/11, vertrok Haruna naar Oekraïne om zijn geluk te beproeven bij Dinamo Kiev. Gedurende drie seizoenen speelde hij tussen de tien en twintig competitiewedstrijden per jaargang. Hierna werd de Nigeriaan verhuurd aan competitiegenoot Hoverla Oezjhorod. De tweede helft van 2015 speelde hij op huurbasis voor Anzji Machatsjkala. Haruna werd in april 2016 voor de derde maal verhuurd, nu aan Astana FK. Na zijn terugkeer was er geen plaats voor de Nigeriaan bij Dinamo en hierop verliet hij de club. Hierop tekende hij in maart 2018 bij Palanga. Na vier maanden en acht wedstrijden vertrok hij weer. Een jaar later tekende hij voor twee seizoenen bij US Tataouine. Haruna ging in januari 2020 voor Ararat Jerevan spelen. In de zomer van 2020 zette de Nigeriaan op negenentwintigjarige leeftijd een punt achter zijn actieve loopbaan.

## Interlandcarrière
Haruna werd opgeroepen voor het Nigeriaans voetbalelftal om mee te gaan naar het Afrikaans kampioenschap 2008, maar buiten de definitieve selectie gehouden. In een oefenwedstrijd tegen Soedan mocht hij wel zijn debuut maken. De middenvelder mocht mee naar het WK 2010. Zijn eerste interlandgoal maakte hij op 30 mei 2010, tegen Colombia.